# Ceratophysella pecki
Ceratophysella pecki är en urinsektsart som först beskrevs av Christiansen och Bellinger 1980.  Ceratophysella pecki ingår i släktet Ceratophysella och familjen Hypogastruridae. Inga underarter finns listade i Catalogue of Life.